# Eranina moysesi
Eranina moysesi là một loài bọ cánh cứng trong họ Cerambycidae.